# Niziany
Niziany (biał. Нізяны; ros. Низяны) – wieś na Białorusi, w obwodzie grodzieńskim, w rejonie wołkowyskim, w sielsowiecie Izabelin. Współcześnie obejmuje także dawną wieś Koziejkowce.
Dawniej majątek ziemski. W dwudziestoleciu międzywojennym majątek Niziany i wieś Koziejkowce leżały w Polsce, w województwie białostockim, w powiecie wołkowyskim, w gminie Izabelin.